# Vasco da Gama Rodrigues
Vasco da Gama Rodrigues (ur. 1909, zm. 1991) – poeta portugalski. Urodził się w Paul do Mar na Maderze. Był synem Francisca Hilária Rodriguesa i Marii Amélii d'Andrade. Tam też ukończył liceum. Potem wyjechał do Mozambiku, będącego wtedy portugalską kolonią. Kiedy powrócił do Portugalii, został urzędnikiem państwowym i zajął się pracą literacką. W 1961 roku opublikował tomik Os Atlantes (Atlantydzi), w którym podobnie jak w innych dziełach, eksplorował tajemnice mitów, symboli i proroctw. Zbiór ten dzieli się na rozdziały Lusitânia, Portugal i Atlântida.